# Хлорофилл c1
Хлорофилл c1 — форма хлорофилла. Является вспомогательным пигментом, придаёт золотистый или коричневатый цвет. Помогает собирать энергию и передаёт её на светособирающую антенну в реакционный центр. Хлорофилл c необычен, поскольку у него нет изопреноидного хвоста, а пиррол D не окислен (одинарная C-C связь вместо двойной C=C). Всё это нехарактерно для большинства хлорофиллов, обнаруженных в водорослях и растениях. Хлорофилл c был обнаружен в морских водорослях, таких как диатомовые водоросли. Максимумы поглощения: 444, 577, 626 нм и 447, 579, 629 нм в диэтиловом эфире и ацетоне соответственно.